# 王永祚
王永祚（？—？），字原修，號澄川，南直隶苏州府昆山县民籍，太仓州人。明朝政治人物。

## 生平
万历四十六年（1618年）戊午科应天乡试举人，四十七年（1619年）联捷己未科進士，工部觀政，四十八年授零江陵县知县，天啓元年調江陵县，五年改任南京武學教授，六年升國子監助教，七年升工部都水司主事，管六科廊。崇祯五年起補兵部武库司主事，升职方司员外郎，六年升湖廣按察司佥事、上江防道。
崇祯中任右佥都御史巡撫郧阳，崇禎十四年（1641年）以襄阳告急，移师镇之。王永祚南奔后，郧阳由荆南道高斗枢竭力守御。崇禎十六年（1644年）五月，李自成攻陷襄阳，因所造宫殿皆倾塌，遂移屯邓州，益兵攻郧阳，为官军所败。给事中吴甘来上言诸抚臣借名护藩，实皆弃城而走，敕谕各藩，并核王永祚等弃城之罪。上皆不问。

## 家族
曾祖王定鼎，经历。祖王達節，主簿。父王捷，监生。